# ドラゴンボール 魔神城のねむり姫
『ドラゴンボール 魔神城のねむり姫』（ドラゴンボール まじんじょうのねむりひめ）は、1987年7月18日に公開された『ドラゴンボール』の劇場版第2作目。監督は西尾大介。
キャッチコピーは「この世はでっかい宝島!そうさ今こそアドベンチャー!!」。
夏休み東映まんがまつりの1本として上映された。

## 概説
邦画配給収入8億5000万円、観客動員数260万人。1996年初頭時点におけるビデオ販売本数は2万1000本。
前作同様本編のパラレルワールド的な内容となっており、『DRAGON BALL大全集』にも「ねむり姫を探すのが修行である点などTV版とシンクロしない構成」と書かれている。作風や敵のキャラクターの設定には前作よりも強いオリジナル要素が見受けられ、特に本編とは違ったヨーロッパファンタジーの様相を呈した不気味な雰囲気が特徴的である。また、映画としては悟空が大猿に変身する唯一の作品である。

## あらすじ
亀仙人に弟子入りして稽古をつけてもらうためはるばるカメハウスまでやって来た孫悟空。同じ日、坊主頭の少年クリリンも弟子入りを目的にカメハウスまでやってくる。亀仙人は双方に弟子入りするための条件として、西の果てにある魔神城で数千年間眠り続けているという美女「ねむり姫」を連れてくることを提示する。早速自分が弟子入りを果たそうと、競い合いながら魔神城へ向かう2人。
その後久々に悟空に会いに来たブルマたちは「スケベなお使い」を、隠したい亀仙人から悟空の行き先は遊園地だと伝えられる。一行は事実を知らないまま、遊園地があると聞かされた魔神城の方角へ悟空を追っていくのであった。
そしてその頃、金髪の謎の女ランチも、「ねむり姫」のことを知り魔神城へと向かっていた。

## 舞台
魔神城
遥か西の果てにある悪魔の手と呼ばれる5つの連山に建つ、太陽から身を守るための城。太陽破壊光線砲という機械が設置されており、秘宝「ねむり姫」の力を使うことで太陽を破壊する威力を発揮する。

## 登場人物

### レギュラーキャラクター
- 孫悟空 - 野沢雅子
- ヤムチャ - 古谷徹
- ランチ - 小山茉美
- クリリン - 田中真弓
- ブルマ - 鶴ひろみ
- ウーロン - 龍田直樹
- プーアル - 渡辺菜生子
- 亀仙人 - 宮内幸平
- ナレーター - 八奈見乗児

### ゲストキャラクター
ルシフェル
声 - 野沢那智
魔神城の城主で、魔物を手下に従える魔王。若い女の生き血を好む。ルシフェルら魔物たちは太陽光線が弱点であり、力が封印された宝石「ねむり姫」を盗み出し、その力が開放されるという5千年後のその日、「ねむり姫」の力を使って太陽を吹き飛ばして消し去り、地球を暗黒と極寒の世界にしようとした。悟空の攻撃を軽くいなす格闘能力を持ち、両手から赤いエネルギー球を放つ。発射しようとしていた太陽破壊光線砲の方向を悟空のかめはめ波により変えられ、光線砲の暴走したエネルギーにより消滅した。
名前の由来は聖書に出てくる悪魔から。
執事
声 - 飯塚昭三
ルシフェルに仕える付き人。寡黙だがとぼけた性格をしている。ブルマから血を抜くための巨大な注射器を用意していた。最後はヤムチャに倒される。
ガステル
声 - 郷里大輔
ルシフェルの下で魔物の兵士を指揮し、魔神城内の監視をする2本の角を生やした巨大な赤い怪物。火の玉のようなものに乗って空を飛び、鉄玉の付いた棒や体に巻きつけている刃物のようなピンクの帯で攻撃してくる。城内に潜入してきた悟空やクリリンたちを執拗に追い掛け回すが、最後は地底湖の怪物に食べられた。
名前の由来はガステーブル。愛用の武器の形や車輪のようなものに乗って飛ぶ飛行方法から日本古来の雷神からイメージされたキャラクター。
双頭獣
魔神城を外敵から守る、頭が2つある魔物。空を飛び、バルカン砲を武器としている。
小怪獣
かわいい容姿で、かみつきが得意。
地底湖の怪物
魔神城周辺の地底湖に生息する巨大な魔物。湖の上を通る者がいると大きな口を開けて出現し、口を閉じてすぐに湖中に姿を消す。ガステルのような上級魔人でも食べてしまう。

## スタッフ
- 制作総指揮 - 今田智憲
- 原作 - 鳥山明
- 企画 - 七條敬三
- 製作担当 - 岸本松司
- 構成 - 由木義文
- 脚本 - 照井啓司
- 音楽 - 菊池俊輔
- 撮影監督 - 池上元秋
- 編集 - 福光伸一
- 録音 - 二宮健治
- 美術監督 - 伊藤岩光
- 美術監督補佐 - 塩崎広光
- 作画監督 - 前田実
- 監督 - 西尾大介
- 原画 - 海老沢幸男、中鶴勝祥、内山正幸、青嶋克己、竹内留吉、小原太一郎、荒牧園美、井出武生、清水保行、劉輝久、島貫正弘、三角昌子
- 動画 - 館直樹、白須順子、水梨ひとみ、鈴木初枝、佐藤和香子、三柴直樹、望月啓史、中村まゆみ 他

## 主題歌
オープニングテーマ - 「魔訶不思議アドベンチャー」
作詞 - 森由里子 / 作曲 - いけたけし / 編曲 - 田中公平 / 歌 - 高橋洋樹
エンディングテーマ - 「ロマンティックあげるよ」
作詞 - 吉田健美 / 作曲 - いけたけし / 編曲 - 田中公平 / 歌 - 橋本潮

## 同時上映
- 光戦隊マスクマン
- 超人機メタルダー
- 聖闘士星矢

## 映像ソフト
いずれも東映ビデオより発売。
- VHS
1987年12月11日に発売。
- DVD
  - DRAGON BALL 劇場版 DVDBOX DRAGON BOX THE MOVIES
2006年4月14日発売。
  - DRAGON BALL THE MOVIES #16 ドラゴンボール 魔神城のねむり姫
2009年3月13日発売。
- Blu-ray
  - DRAGON BALL THE MOVIES Blu‐ray ♯08
2019年1月9日発売。

## 関連書籍
- ジャンプ・アニメコミックス ドラゴンボール 魔神城のねむり姫 - 集英社、1995年2月22日、ISBN 4-8342-1315-3